# وحدت (اسلام‌آباد غرب)
وحدت با نام محلی دیە کوڕیشە، روستایی از توابع بخش مرکزی شهرستان اسلام‌آباد غرب در استان کرمانشاه واقع در دشت زێوری دهستان حسن آباد می باشد.
زبان مردم روستا کُردی کَلهری می باشد. روستای وحدت دارای طبیعتی دلنشین و زیبا با مردمانی خون گرم و مهمان نواز است.
اهالی روستا در کنار کشاورزی به دامپروری نیز مشغول هستند. خاک حاصل خیز سبب رونق کشاورزی و تولید محصولاتی چون: نخود، گندم، جو، سیب زمینی و.. شده است.
گل های لاله واژگون، درخت های؛ بلوط و زالزالک و همچنین وجود حیواناتی نظیر؛ کبک، خرگوش، خرس، گرگ، روباه همراه طبیعت زیبای روستای وحدت در نوع خودش بی نظیر است که گرمای وجود مردمی صمیمی، این زیبایی ها را دو چندان کرده است.
ارادتمند شما رامین شهبازی

## جمعیت
این روستا در دهستان حسن‌آباد قرار دارد و براساس سرشماری مرکز آمار ایران در سال ۱۳۸۵، جمعیت آن ۵۳۹ نفر (۱۱۱خانوار) بوده‌است.
جمعیت آن در سال۹۹ ،۸۰۴ نفر و ۲۱۳ خانوار میباشد